# (8841) 1990 EA7
(8841) 1990 EA7 là một tiểu hành tinh vành đai chính. Nó được phát hiện bởi Henri Debehogne ở Đài thiên văn La Silla ở Chile ngày 2 tháng 3 năm 1990.